# Гребени (Беларусь)
Гребени (бел. Грабяні) — деревня в Гродненском районе Гродненской области Республики Беларусь. Входит в состав Одельского сельсовета.

## Известные личности
- Анжелика Борис — польский и белорусский общественный деятель, глава Союза поляков на Беларуси.